# سرخس البكر الشائع
سرخس البكر الشائع، هو سرخس صغير منتشر على نطاق واسع في أفريقيا وأستراليا وجزيرة نورفولك ونيوزيلندا.
كان هذا النوع أحد الأنواع العديدة التي وصفها لينيوس لأول مرة، عام 1759. كانت الصفة المحددة هي aethiopicum و هو المصطلح اللاتيني لأفريقيا جنوب العالم المعروف آنذاك ، أي أكثر أو أقل من جنوب إفريقيا. تحدث الأنواع في جنوب إفريقيا على نطاق واسع ، وإن لم تكن بغزارة بشكل عام، بشكل رئيسي على منحدرات الحجر الرملي الرطبة في الظل الكامل. في شبه جزيرة كيب ، من غير المألوف وينمو بشكل رئيسي على أعلى الارتفاعات المتاحة محليًا، بشكل عام حوالي 600–1,085 متر (2,000–3,600 قدم).
ينمو السرخس
في نشر كتل السعيرات من 10 إلى 45 سنتيمتر (4 إلى 18 بوصة) في الارتفاع. الجذور سلكية ومتفرعة. السعدين أفقيان ومائلان أو مستقيمان. وهي مقسمة إلى قسمين أو ثلاثة ولديها العديد من الأجزاء الصغيرة على شكل إسفين ، لكل منها صوري على طول هوامشها تحتها.
هو نبات شائع ينمو غالبًا في المناطق الرطبة. توجد في أستراليا بالقرب من الجداول أو في غابة مفتوحة ، حيث قد تشكل مستعمرة كبيرة.
يسجل كتاب "النباتات الأصلية المفيدة لأستراليا" الصادر في عام 1889 أن "هذا النبات يمتلك خصائص طبية، فهو قابض وقائي قليلاً. وقد تم استخدامه في أوروبا في صنع مشروب "سيروب دي كابتلير"، وهو مشروب ملطف، يستخدم في أمراض الصدر.

## زراعة
نبات السرخس البكر الشائع هو نبات زينة مشهور ومعروف. يتم التكاثر من انقسام النبات أو عن طريق الابواغ. في الزراعة ، يفضل سرخس كزبرة البئر مكانًا مضاء جيدًا في الداخل ، ولكن مكانًا مظللًا في الهواء الطلق بدون جفاف. إنها مناسبة لمربي حيوانات وسلال معلقة. من السهل أن تنمو.